# Müzahir Sille
Müzahir Sille (21. září 1931, Istanbul – 17. května 2016 Istanbul) byl turecký zápasník, olympijský vítěz z roku 1960.

## Sportovní kariéra
Narodil se do rodiny těžkého atleta – vzpěrače Eşrefa Silleho, který přišel do Istanbulu z turecké provincie Rize. Vyrůstal v istanbulské čtvrti Eyüp. Zápasení se začal aktivně věnovat v tělocvičně Fatih při medrese u mešity Fatih. V roce 1953 poprvé uspěl na tureckém mistrovství v olympijském zápase v klasickém stylu a od roku 1954 byl stabilním členem turecké reprezentace v pérové váze do 62 kg.
V roce 1956 startoval na olympijských hrách v Melbourne jako úřadující vicemistr světa. V úvodním kole porazil na lopatky silného Gruzínce Romana Dzneladzeho ze Sovětského svazu. Ve třetím kole však poprvé zaváhal se Švédem Gunnarem Håkanssonem a ve čtvrtém kole ho z turnaje vyřadil dosažením 6 negativních klasifikačních bodů Maďar Imre Polyák. Obsadil konečné 4. místo.
V roce 1960 skládal reparát na olympijských hrách v Římě, protože jeho náročný otec Eşref po něm požadoval oprášit rodinou čest za minulé 4. místo. Do olympijského turnaje vstoupil velmi dobře a po čtvrtém kole měl na svém kontě pouze 2 negativní klasifikační body. V následujícím pátém kole ale nečekaně prohrál po verdiktu sudích s Rumunem Mihaiem Şulţem. V šestém kole mu však přálo štěstí. Volný los znamenal 0 negativních klasifikačních bodů k jeho aktuálním 5 bodům a v turnaji mu po šestém kole zbyl jediný (osudový) soupeř: Maďar Imre Polyák. Toho v rozhodujícím sedmém kole (finále) po verdiktu porazil, takže získal zlatou olympijskou medaili.
Od roku 1961 odešel za prací do Německa, kde zápasil za bundesligový tým KSV Witten 07. V roce 1964 se připravil a vybojoval nominaci na své třetí olympijské hry, tentokrát v Tokiu, v nové váze do 63 kg. Jeho návrat do turecké reprezentace po třech letech však nedopadl dobře. Po úvodní remíze s nevýrazným Dánem Svendem Skrydstrupem ho z olympijské turnaje vyřadil porážkou na lopatky Gruzínec Roman Rurua ze Sovětského svazu.
Vzápětí se Sille s tureckou reprezentací rozloučil. Po návratu z Německa koncem šedesátých let dvacátého století se věnoval trenérské práci a byl zaměstnán v istanbulských loděnicích Haliç (Haliç Tersaneleri). Zemřel v roce 2016.

## Výsledky

### Řecko-římský styl
| Turnaj            | 1955 | 1956 | 1957 | 1958 | 1959 | 1960 | 1961 | 1962 | 1963 | 1964 |
| Turnaj            | 24   | 25   | 26   | 27   | 28   | 29   | 30   | 31   | 32   | 33   |
| Turnaj            | -62  | -62  | -62  | -62  | -62  | -62  | -62  | -63  | -63  | -63  |
| ----------------- | ---- | ---- | ---- | ---- | ---- | ---- | ---- | ---- | ---- | ---- |
| Olympijské hry    |      | 4.   |      |      |      | 1.   |      |      |      | úč.  |
| Mistrovství světa | 2.   |      |      | 2.   |      |      | —    | —    | —    |      |